# Хозяинов, Николай Иванович
Никола́й Ива́нович Хозя́инов (20 апреля 1925, дер. Клин, Псковская губерния — 14 апреля 1981, Ленинград) — сержант Рабоче-крестьянской Красной Армии, участник Великой Отечественной войны, Герой Советского Союза (1945).

## Биография
Николай Хозяинов родился 20 апреля 1925 года в деревне Клин (ныне — Солецкий район Новгородской области). После окончания семи классов школы работал в колхозе. В марте 1944 года Хозяинов был призван на службу в Рабоче-крестьянскую Красную Армию. С июля того же года — на фронтах Великой Отечественной войны, был стрелком 19-го стрелкового полка 90-й стрелковой дивизии 2-й ударной армии Ленинградского фронта. Отличился во время освобождения Эстонской ССР.
18 сентября 1944 года Хозяинов с двумя товарищами переправился через реку Пядь к северу от города Тарту и принял активное участие в боях за захват и удержание плацдарма на её западном берегу, продержавшись до переправы всего батальона. В тех боях он получил ранение, но продолжал сражаться.
Указом Президиума Верховного Совета СССР от 24 марта 1945 года красноармеец Николай Хозяинов был удостоен высокого звания Героя Советского Союза с вручением ордена Ленина и медали «Золотая Звезда».
После окончания войны в звании сержанта Хозяинов был демобилизован. Проживал и работал в Ленинграде. Скончался 14 апреля 1981 года, похоронен на Южном кладбище Санкт-Петербурга.
Был также награждён орденами Славы 2-й и 3-й степеней, рядом медалей.